# Loyola-universiteit Chicago
De Loyola-universiteit Chicago is een private, Jezuïtische universiteit in Chicago, Illinois, met daarnaast vestigingen in Rome en Peking. De campus van de Medische Universiteit is gevestigd in het nabijgelegen Maywood.

## Geschiedenis
De universiteit werd in 1870 opgericht als Saint Ignatius College en is een van de 28 aangesloten scholen van de Association of Jesuit Colleges and Universities. In 2009 waren er 15.879 studenten geregistreerd waarmee het de grootste Jezuïetenuniversiteit is in de Verenigde Staten.
De sportteams van de Loyola University Chicago zijn de Ramblers en speelden tot 2013 in de Horizon League waarna ze overstapten naar de Missouri Valley Conference.

## Verbonden

### Als hoogleraar
- Sergio Balanzino (1934), Italiaans diplomaat

### Als student
- Alphonso Lingis (1933), filosoof
- Anthony Petro Mayalla (1940-2009), Tanzaniaans aartsbisschop
- Vincent Nichols (1945), Brits aartsbisschop
- William Daley (1948), politicus, bankier, advocaat en bestuurder
- Tom Morello (1964), gitarist
- James Iha (1968) gitarist
- Ian Brennan (1978), scenarioschrijver, acteur en televisieproducent
- Jennifer Morrison (1979), actrice

### Eredoctoraat
- Angelo Dell'Acqua (1903-1972), Italiaans kardinaal
- Noam Chomsky (1928), taalkundige, filosoof en politiek activist
- Tenzin Gyatso (1935), veertiende dalai lama
- Shirin Ebadi (1947), Iraans juriste en mensenrechtenverdedigster